# Condado de Dallas (Arkansas)
O Condado de Dallas é um dos 75 condados do estado americano do Arkansas. Sua sede de condado é Fordyce. Sua população é de 9 210 habitantes.